# Campionato europeo femminile di pallacanestro 1976
Il 15º Campionato Europeo Femminile di Pallacanestro FIBA si è svolto in Francia dal 20 al 29 maggio 1976.

## Squadre partecipanti
- Unione Sovietica
- Cecoslovacchia
- Italia
- Ungheria
- Bulgaria
- Romania
- Francia

- Jugoslavia
- Polonia
- Germania Ovest
- Paesi Bassi
- Spagna
- Belgio

## Risultati

### Turno preliminare

#### Gruppo A
| Team                | V - P | Pts | PF - PS   | +/-  |
| ------------------- | ----- | --- | --------- | ---- |
| 1. Unione Sovietica | 3 - 0 | 6   | 364 - 167 | +197 |
| 2. Jugoslavia       | 2 - 1 | 5   | 227 - 251 | -24  |
| 3. Romania          | 1 - 2 | 4   | 243 - 263 | -20  |
| 4. Belgio           | 0 - 3 | 3   | 184 - 337 | -153 |

| 20 maggio 1976, ore 18:30 UTC+1 | Belgio | 71 – 97 (45-47) | Jugoslavia |  |

| 20 maggio 1976, ore 20:30 UTC+1 | Romania | 60 – 127 (26-55) | Unione Sovietica |  |

| 21 maggio 1976, ore 18:30 UTC+1 | Belgio | 65 – 113 (30-47) | Romania |  |

| 21 maggio 1976, ore 20:30 UTC+1 | Unione Sovietica | 110 – 59 (49-28) | Jugoslavia |  |

| 22 maggio 1976, ore 19:00 UTC+1 | Belgio | 48 – 127 (32-63) | Unione Sovietica |  |

| 22 maggio 1976, ore 21:00 UTC+1 | Romania | 70 – 71 (28-32) | Jugoslavia |  |

#### Gruppo B
| Team              | V - P | Pts | PF - PS   | +/- |
| ----------------- | ----- | --- | --------- | --- |
| 1. Polonia        | 3 - 0 | 6   | 200 - 179 | +21 |
| 2. Italia         | 2 - 1 | 5   | 170 - 170 | 0   |
| 3. Ungheria       | 1 - 2 | 4   | 161 - 163 | -2  |
| 4. Germania Ovest | 0 - 3 | 3   | 157 - 176 | -19 |

| 20 maggio 1976, ore 18:30 UTC+1 | Germania Ovest | 44 – 55 (19-29) | Ungheria |  |

| 20 maggio 1976, ore 20:30 UTC+1 | Polonia | 74 – 56 (36-27) | Italia |  |

| 21 maggio 1976, ore 18:30 UTC+1 | Italia | 59 – 53 (31-31) | Germania Ovest |  |

| 21 maggio 1976, ore 20:30 UTC+1 | Ungheria | 63 – 64 (29-32) | Polonia |  |

| 22 maggio 1976, ore 15:00 UTC+1 | Germania Ovest | 60 – 62 (28-25) | Polonia |  |

| 22 maggio 1976, ore 17:00 UTC+1 | Ungheria | 43 – 55 (23-28) | Italia |  |

#### Gruppo C
| Team              | V - P | Pts | PF - PS   | +/- |
| ----------------- | ----- | --- | --------- | --- |
| 1. Cecoslovacchia | 3 - 0 | 6   | 222 - 136 | +86 |
| 2. Bulgaria       | 2 - 1 | 5   | 193 - 198 | -5  |
| 3. Spagna         | 1 - 2 | 4   | 153 - 197 | -44 |
| 4. Paesi Bassi    | 0 - 3 | 3   | 179 - 216 | -37 |

| 20 maggio 1976, ore 18:30 UTC+1 | Spagna | 62 – 72 (25-39) | Bulgaria |  |

| 20 maggio 1976, ore 20:30 UTC+1 | Cecoslovacchia | 86 – 54 (38-33) | Paesi Bassi |  |

| 21 maggio 1976, ore 18:30 UTC+1 | Paesi Bassi | 56 – 57 (25-37) | Spagna |  |

| 21 maggio 1976, ore 20:30 UTC+1 | Cecoslovacchia | 67 – 48 (32-27) | Bulgaria |  |

| 22 maggio 1976, ore 19:00 UTC+1 | Cecoslovacchia | 69 – 34 (35-17) | Spagna |  |

| 22 maggio 1976, ore 20:30 UTC+1 | Bulgaria | 73 – 69 (37-41) | Paesi Bassi |  |

### Fase finale

#### Classificazione 1º-7º posto
| Team                | V - P | Pts | PF - PS   | +/-  |
| ------------------- | ----- | --- | --------- | ---- |
| 1. Unione Sovietica | 6 - 0 | 12  | 536 - 297 | +239 |
| 2. Cecoslovacchia   | 5 - 1 | 11  | 374 - 339 | +35  |
| 3. Bulgaria         | 3 - 3 | 9   | 339 - 395 | -56  |
| 4. Francia          | 3 - 3 | 9   | 343 - 351 | -8   |
| 5. Jugoslavia       | 2 - 4 | 8   | 396 - 444 | -48  |
| 6. Polonia          | 1 - 5 | 7   | 380 - 456 | -76  |
| 7. Italia           | 1 - 5 | 7   | 327 - 413 | -86  |

| 24 maggio 1976, ore 17:00 UTC+1 | Cecoslovacchia | 91 – 63 (45-30) | Polonia |  |

| 24 maggio 1976, ore 19:00 UTC+1 | Bulgaria | 57 – 96 (28-46) | Unione Sovietica |  |

| 24 maggio 1976, ore 20:45 UTC+1 | Francia | 58 – 41 (28-25) | Italia |  |

| 25 maggio 1976, ore 17:00 UTC+1 | Jugoslavia | 53 – 54 (23-25) | Bulgaria |  |

| 25 maggio 1976, ore 19:00 UTC+1 | Cecoslovacchia | 62 – 56 (32-24) | Francia |  |

| 25 maggio 1976, ore 20:45 UTC+1 | Unione Sovietica | 95 – 46 (49-25) | Polonia |  |

| 26 maggio 1976, ore 17:00 UTC+1 | Cecoslovacchia | 60 – 51 (27-27) | Italia |  |

| 26 maggio 1976, ore 19:00 UTC+1 | Jugoslavia | 90 – 81 (36-40, 75-75) | Polonia |  |

| 26 maggio 1976, ore 20:45 UTC+1 | Unione Sovietica | 83 – 56 (38-29) | Francia |  |

| 27 maggio 1976, ore 17:00 UTC+1 | Francia | 70 – 60 (34-37) | Jugoslavia |  |

| 27 maggio 1976, ore 17:00 UTC+1 | Unione Sovietica | 90 – 49 (52-23) | Italia |  |

| 27 maggio 1976, ore 20:45 UTC+1 | Polonia | 64 – 71 (42-34) | Bulgaria |  |

| 28 maggio 1976, ore 17:00 UTC+1 | Jugoslavia | 75 – 65 (33-28) | Italia |  |

| 28 maggio 1976, ore 19:00 UTC+1 | Unione Sovietica | 62 – 30 (19-7) | Cecoslovacchia |  |

| 28 maggio 1976, ore 20:45 UTC+1 | Francia | 50 – 53 (28-26) | Bulgaria |  |

| 29 maggio 1976, ore 13:00 UTC+1 | Jugoslavia | 59 – 64 (24-33) | Cecoslovacchia |  |

| 29 maggio 1976, ore 15:00 UTC+1 | Francia | 53 – 52 (30-24) | Polonia |  |

| 29 maggio 1976, ore 16:45 UTC+1 | Bulgaria | 56 – 65 (28-34) | Italia |  |

#### Classificazione 8º-13º posto
| Team              | V - P | Pts | PF - PS   | +/- |
| ----------------- | ----- | --- | --------- | --- |
| 1. Ungheria       | 5 - 0 | 10  | 346 - 282 | +64 |
| 2. Romania        | 4 - 1 | 9   | 403 - 305 | +98 |
| 3. Spagna         | 3 - 2 | 8   | 293 - 303 | -10 |
| 4. Paesi Bassi    | 2 - 3 | 7   | 311 - 325 | -14 |
| 5. Belgio         | 1 - 4 | 6   | 287 - 303 | −16 |
| 6. Germania Ovest | 1 - 4 | 6   | 283 - 305 | −22 |

| 24 maggio 1976, ore 13:00 UTC+1 | Ungheria | 73 – 65 (25-29, 59-59) | Paesi Bassi |  |

| 24 maggio 1976, ore 15:00 UTC+1 | Germania Ovest | 50 – 41 (23-26) | Spagna |  |

| 25 maggio 1976, ore 13:00 UTC+1 | Paesi Bassi | 57 – 81 (25-48) | Romania |  |

| 25 maggio 1976, ore 15:00 UTC+1 | Belgio | 51 – 73 (22-37) | Spagna |  |

| 26 maggio 1976, ore 13:00 UTC+1 | Romania | 71 – 54 (40-32) | Germania Ovest |  |

| 26 maggio 1976, ore 15:00 UTC+1 | Belgio | 57 – 87 (30-38) | Ungheria |  |

| 27 maggio 1976, ore 13:00 UTC+1 | Belgio | 68 – 67 (33-34) | Germania Ovest |  |

| 27 maggio 1976, ore 15:00 UTC+1 | Romania | 56 – 67 (28-31) | Ungheria |  |

| 28 maggio 1976, ore 13:00 UTC+1 | Germania Ovest | 68 – 70 (41-38) | Paesi Bassi |  |

| 28 maggio 1976, ore 15:00 UTC+1 | Spagna | 60 – 64 (35-35) | Ungheria |  |

| 29 maggio 1976, ore 9:00 UTC+1 | Belgio | 46 – 63 (31-33) | Paesi Bassi |  |

| 29 maggio 1976, ore 11:00 UTC+1 | Spagna | 62 – 82 (30-42) | Romania |  |

## Classifica finale
| Campione d'Europa | Campione d'Europa | Campione d'Europa |
| --- | ----------------- | --- |
| Unione Sovietica4 Rupšienė, 5 Šulskytė, 6 Kurv'jakova, 7 Baryševa, 8 Ovečkina, 9 Šuvaeva, 10 Semënova, 11 Zacharova, 12 Ferjabnikova, 13 Sucharnova, 14 Dauniene, 15 Klimova, All. Lidija Alekseeva |                   | |
| Argento | Cecoslovacchia    | Cecoslovacchia4 Králíková, 5 Ptáčková, 6 Davidová, 7 Chmelíková, 8 Babková, 9 Kolínská, 10 Polláková, 11 Nechvátalová, 12 Vrbková, 13 Jirásková, 14 Jarošová, 15 Miklošovičová, All. Jindřích Drásal    |
| Bronzo | Bulgaria          | Bulgaria4 Golčeva, 5 Metodieva, 6 Makaveeva, 7 Mihajlova, 8 Jankova, 9 Bogdanova, 10 Novkova, 11 Dilova, 12 Štărkelova, 13 M. Stojanova, 14 Skerlatova, 15 P. Stojanova, All. Ivan Gălăbov              |
| 4. | Francia           | Francia4 Sallois, 5 Malfois, 6 Guidotti, 7 Delmarle, 8 Delachet, 9 Passemard, 10 Chazalon, 11 Le Ray, 12 Patan, 13 Riffiod, 14 Quiblier, 15 Dulac, All. Joë Jaunay                                      |
| 5. | Jugoslavia        | Jugoslavia4 Taušan, 5 Veger, 6 Bušljeta, 7 G. Vukmirović, 8 Mitić, 9 Stojčinović, 10 Pekić, 11 Jovanović, 12 Bjedov, 13 Đurašković, 14 Pavlić, 15 A. Vukmirović, All. Borivoje Cenić                    |
| 6. | Polonia           | Polonia4 Kaluta, 5 Fromm, 6 Strumiłło, 7 Berniak, 8 Walkowiak, 9 Bogdańska, 10 Linka, 11 Jóźwiak, 12 Gorzelana, 13 Biesiekierska, 14 Marciniak, 15 Wyka, All. Zygmunt Olesiewicz                        |
| 7. | Italia            | Italia4 Battistella, 5 Apostoli, 6 Gorlin, 7 Bozzolo, 8 Peri, 9 Sandon, 10 Rossi, 11 Citarelli, 12 Timolati, 13 Tonelli, 14 Piancastelli, 15 Fasso, All. Gianfranco Benvenuti                           |
| 8. | Ungheria          | Ungheria4 Gulyás, 5 Borka, 6 Lerner, 7 Molnár, 8 Szentesi, 9 Rátvay, 10 Szuchy, 11 Szabics, 12 Winter, 13 Lisziewicz, 14 Jacsó, 15 Gajdos, All. László Killik                                           |
| 9. | Romania           | Romania4 Mihalik, 5 Armion, 6 Gugiu, 7 Duţu, 8 Szabados, 9 Simionescu, 10 Bădinici, 11 Bolovan, 12 Anca, 13 Ciocan, 14 Borș, 15 Mate, All. -                                                            |
| 10. | Spagna            | Spagna4 M. Castillo, 5 Epalza, 6 R. Castillo, 7 Calvet, 8 Herrero, 9 Liboreiro, 10 García, 11 Bartrán, 12 Marrero, 13 Suárez, 14 Lorenzo, 15 Navío, All. José María Solá                                |
| 11. | Paesi Bassi       | Paesi Bassi4 R. van der Meijs, 5 van Reemst, 6 Mulder, 7 de Liefde, 8 Brakel, 9 M. van der Meijs, 10 Groothuis, 11 de Ridder, 12 Maarschalkerweerd, 13 Steenmetz, 14 Geurts, 15 Pountain, All. Rob Hoek |
| 12. | Belgio            | Belgio4 Verbruggen, 5 Ockiek, 6 Wauters, 7 Vincke, 8 Stoks, 9 Kerssebeeck, 10 Wasielewska, 11 Agon, 12 Moerenhout, 13 Serron, 14 Lannoy, 15 Brunin, All. -                                              |
| 13. | Germania Ovest    | Germania Ovest4 Jaworski, 5 Kortenbruck, 6 Füller, 7 Haenselt, 8 Brandel, 9 Angermeyer, 10 Schober, 11 Kadow, 12 Palzkill, 13 Kiesling, 14 Berndt, 15 Gotzmann, All. Klaus Greulich                     |